# 榕江站
榕江站是贵广客运专线上的一座火车站，位于中华人民共和国贵州省黔东南州榕江县古州镇小堡村，距离榕江县城5公里，于2014年12月26日投入运营。

## 车站结构
榕江火车站站房3000平方米，站房综合楼为具有侗族特色的两层建筑，车站共设2台4线。

## 车站历史
2014年12月26日——车站启用
2022年6月4日——D2809次列车在本站发生脱线事故，导致司机遇难，8人受伤。

## 停靠车次
2023年7月1日起，为配合赴村超比赛场地观赛的球迷出行，榕江站停靠列车由22趟增加至40趟。

## 交通情况
- 公交车：榕江县城5路[4]公交（火车站——职中——中心大道——客车站），每人2元，10分钟发车一次；
- 客运班车：
  - 榕江——凯里，每天8班；
  - 榕江——贵阳，每天4班；
  - 榕江——都匀，每天2班；
  - 榕江——三都，每天2班；
  - 榕江——丹寨，每天3班
  - 榕江——黎平，每天10班
  - 榕江——从江，每天10班
  - 榕江——天柱，每天1班
  - 榕江——怀化，每天1班
  - 榕江——靖州，每天1班
  - 榕江——柳州，每天1班
  - 榕江——凯里，每天8班

## 附近景区
- 三宝侗寨
- 榕江古榕群景区
- 地扪侗寨
- 南丹湖国家自然保护区